# Pieter Anne Haaxman
Pieter Anne Haaxman (Delft, 14 januari 1847 – Den Haag, 19 januari 1935), was een Nederlandse journalist en kunstcriticus. Hij was de zoon van de kunstschilder Pieter Alardus Haaxman (1814 - 1887) en van Anna Elisabeth Margaretha Ilcken. Hij werd daarom P.A. Haaxman Junior genoemd.

## Leven en werk
Haaxman begon zijn loopbaan op 1 november 1868 bij het Dagblad van Zuid-Holland en 's Gravenhage. In die functie was hij meer dan dertig jaar verantwoordelijk voor het notuleren tijdens de zittingen van de Haagse gemeenteraad. Samen met onder meer Victor de Stuers was Haaxman in de jaren 1886-1894 betrokken bij de oprichting van het Haagse Museum van Kunstnijverheid. In 1901 werd hij verslaggever-redacteur van het Haagse dagblad De Nieuwe Courant. Enkele jaren later trad hij toe tot de hoofdredactie van die krant. Rond de eeuwwisseling schreef hij kunstkritieken in Elseviers Geïllustreerd Maandblad, vooral over de (late) Haagse School. Van die stroming kende hij vele schilders persoonlijk en hij bezat veel van hun werk.
Haaxman was lid van verdienste van de Nederlandsche Maatschappij voor Nijverheid en Handel en zat in het bestuur van theater Diligentia en Pulchri Studio. Verder was hij actief in de Haagsche Journalistenvereeniging en de Nederlandse Journalisten Kring, waarvan hij erelid was. Ter gelegenheid van zijn veertigjarig jubileum in de journalistiek en zijn verdienste voor de kunsten in Den Haag werd hij in 1908 benoemd tot Ridder in de Orde van Oranje-Nassau. Op zijn tachtigste verjaardag in 1927 werd hij bevorderd tot Officier in diezelfde orde. Hij werd alom gezien als nestor van de Nederlandse journalistiek.
Van 1910 tot aan zijn dood in 1935 was hij secretaris van de Academie voor Beeldende Kunsten te 's-Gravenhage, waarvan hij bij het 250-jarig bestaan de geschiedenis optekende. Verder schreef hij reisindrukken en historische overzichten van Haagse bedrijven, verenigingen en instellingen, zoals bij het veertigjarig jubileum van de Haagse historische vereniging Die Haghe.
Haaxman was getrouwd met Janetta Maria Wijnkamp en kreeg met haar drie dochters. De jongste dochter, Jeanne Maria Cornelia, publiceerde als kunsthistorica diverse studies over geschiedenis en kunst van Nederlands-Indië.

## Publicaties
- Diligentia. Natuurkundige voordrachten; 's-Gravenhage; H. C. Susan C. H. zn. (meerdere series c.q. jaargangen, vanaf 1871)
- Persoonlijke herinneringen (1870-1877); Tijdschrift voor Nijverheid, jaargang 93 (1927) p. 108 e.v.
- Haagsche Schetsen. Personen en voorvallen vijftig jaar geleden. Herinneringen van een journalist; 's-Gravenhage; 1918; W.P. van Stockum & Zoon N.V.
- De herdenking van de viering van de vijfentwintigjarige regeering van Hare Majesteit de Koningin te 's-Gravenhage; 's-Gravenhage; 1924
- Vincent van Gogh; 's-Gravenhage; 1928
- Gedenkboek, uitgegeven ter gelegenheid van het honderd vijf en twintig jarig bestaan der Firma H. P. de Swart en Zoon, 1804—1929; 's-Gravenhage; 1929
- De vereniging 'Die Haghe' gedurende haar veertigjarig bestaan 1890 - 1930; Die Haghe Jaarboek, 1930, pag. 42 - 114.
- De Academie van Beeldende Kunsten te 's-Gravenhage in de vijfde halve eeuw van haar bestaan; Die Haghe Jaarboek, 1932, pag. 86 - 165.
- N.V. Boekhandel en Uitgevers-Mij v/h W.P. van Stockum en Zoon. Uitgegeven ter gelegenheid van het honderdjarig bestaan der firma 1833 - 29 mei 1933; 's-Gravenhage; 1933